# Giraffa camelopardalis thornicrofti
La giraffa di Thornicroft (Giraffa camelopardalis thornicrofti), anche nota come giraffa rhodesiana, è una sottospecie di giraffa. A volte considerata sinonimo della giraffa di Luangwa, questa sottospecie è geograficamente isolata e si trova solo nella valle del Luangwa meridionale, in Zambia. Si stima che rimangano solo 550 capi allo stato brado, e non esistono popolazioni in cattività. Questi animali hanno una durata della vita di 22 anni per i maschi e di 28 anni per le femmine. L'ecotipo prese originariamente il nome da Harry Scott Thornicroft, un commissario in quella che allora era la Rhodesia nordoccidentale e successivamente la Rhodesia settentrionale.